# Kismet (Kansas)
Kismet è una città degli Stati Uniti d'America, situato nello Stato del Kansas, nella contea di Seward.